# Rumissaari (ö, lat 62,63, long 23,25)
Rumissaari är en ö i Finland. Den ligger i sjön Jääskänjärvi och i kommunen Alavo i den ekonomiska regionen  Kuusiokunnat  och landskapet Södra Österbotten, i den sydvästra delen av landet, 290 km norr om huvudstaden Helsingfors. Öns area är 6,5 hektar och dess största längd är 450 meter i nord-sydlig riktning.